# Operatie Seagull
Operatie Seagull was de codenaam voor een Britse commando-aanval op de hoogovens van Arendal, Noorwegen.

## Geschiedenis
In het voorjaar van 1941, toen de Duitsers het grootste deel van het Europese vasteland overheersten, trachtten de Britten middels enkele commando-aanvallen, met name in Noorwegen, het moreel hoog te houden en daarbij enkele belangrijke punten van de Duitsers uit te schakelen. Tijdens Operatie Seagull vielen Britse commando's, gesteund door enkele manschappen van de Noorse Linge-compagnie, de hoogovens bij Arendal aan. Tevens werden er met succes nog enkele tijdbommen geplaatst in een chemische fabriek van Lysaker en een zwavelfabriek in Vorpen.